# フォッカー D.XXIII
フォッカー D.XXIII
フォッカー D-XXIII（1939年）
- 用途：戦闘機
- 製造者：フォッカー社
- 運用者：オランダ（オランダ空軍）
- 初飛行：1939年
- 生産数：1機

フォッカー D.XXIIIは第二次世界大戦の直前に開発されたオランダの戦闘機である。2台のエンジンを胴体の前後に配置するレイアウトを取っており、世界に類を見ないものであった。これは、当時オランダで大馬力のエンジンが入手できなかったため、やむなくこの構造を採用したといわれている。双発機でありながら空気抵抗や機体のサイズにおける単発機のメリットを狙ったとも考えられる。この配置の場合問題になるパイロットの脱出のために射出座席が取り付けられた。

1938年11月にパリで試作機が公開されると、軍関係者や技術者に強い印象を与えた。1939年5月からテストが開始されたが、エンジンの低出力であることと、後部エンジンの冷却とプロペラピッチを変化させる機構に難点があった。1940年5月のドイツ軍のオランダ侵攻により、オランダは降伏し、開発も中止された。1機しかなかった原型機はその後破壊されたか、あるいはドイツに押収されて研究材料にされたとも言われている。

## スペック

3面図

- 全幅：11.50 m[1]
- 全長： 10.20 m[1]あるいは11.70 m[2]
- 全高： 3.34 m[2]
- 翼面積： 18.50 m2
- エンジン:2×ワルター サギッタ I-SR 空冷12気筒列型[2]
- 出力： 395 KW/ 530 HP[1]
- 自重： 2,180 kg
- 最大離陸重量： 2,950 kg
- 最大速度： 525 km/h[1]
- 巡航速度： 390 km/h
- 上昇率： 5,000 mまで 6.8分
- 上昇限度： 9,000 m[2]
- 航続距離： 900 km[2]
- 武装：7.92mm機銃×2、13.2mm機銃×2[1]